# Mega One Triton
Koordinaten: 21° 26′ 8″ N, 71° 8′ 59″ W
Die Mega One Triton war ein als Versorger gebautes Schiff, das Ende Oktober 2012 am Governor's Strand der Karibikinsel Grand Turk strandete und als Touristenattraktion und Fotomotiv bekannt wurde.

## Geschichte und Charakteristika
Das Schiff wurde 1972 auf der US-amerikanischen Werft Burton Construction & Shipbuilding in Port Arthur, Texas, unter der Werftnummer 485 als Dearborn 47 fertiggestellt. Die Dearborn 47 wurde als Versorgungsschiff für Hochsee-Bauwerke im Golf von Mexiko konstruiert und an das US-amerikanische Unternehmen Dearbon Marine Service abgeliefert. Im Jahr 1981 wurde das Schiff verkauft und in Geomar II umbenannt, 1986 erneut und auf Carol M getauft. Ein Jahr später fuhr es für neue Eigner unter dem Namen Marantha Express.
Im Jahr 1998 wurde das Schiff an das Transportunternehmen Essco Ltd. verkauft, das von einem US-Amerikaner in Puerto Plata betrieben wurde und auf den Transport von Waren auf die Turks- und Caicosinseln spezialisiert war, und in Sea Link Caribe umbenannt. Das Schiff transportierte regelmäßig Baumaterialien von der Dominikanischen Republik auf die Turks- und Caicosinseln. Im Juni 2011 wurde die Sea Link Caribe von mexikanischen Viehzüchtern gemietet, um Rinder der Rasse Gir von Mexiko in die Dominikanische Republik neu einzuführen.
Zwischen 2011 und 2012 wurde das Schiff an Ked Megnath verkauft und in Mega One Triton umbenannt. Vor der Havarie befand sich das Schiff in einem mangelhaften Zustand. Nur einer der beiden Motoren funktionierte und die Heckrampe war kaputt.

## Havarie und Verbleib
Am Abend des 25. Oktobers 2012 lag die Mega One Triton vor Cockburn Town vor Anker, als sie durch Hurrikan Sandy an den Governor's Strand gespült wurde. Da das Schiff nicht geborgen wurde und der Schiffseigner nicht auffindbar war, klagte die Regierung der Turks- und Caicosinseln im Januar 2013, um die Konfiszierung des Schiffes zu erreichen. Im Juni 2017 verkündete die Lokalregierung das Wrack bis Dezember desselben Jahres beseitigen zu wollen. Aufgrund der durch Hurrikan Irma 2017 verursachten Zerstörung der Turks- und Caicosinseln wurde das Vorhaben aber vorläufig eingestellt.
Im September 2019 wurde das Schiff zur Abwrackung ausgeschrieben. Von Mitte Februar bis Mitte März 2020 wurde das Schiff schließlich in situ verschrottet. Die Kosten von 3,2 Millionen US-Dollar für die Beseitigung des Schiffes wurden von der Lokalregierung und der Carnival Corporation getragen. Die zerteilten Wrackreste wurden auf einen Lastkahn geladen und nach Sint Maarten zur Verwertung transportiert. Ein kleines Stück eines der Ankerketten wurde als Erinnerung an die Mega One Triton vor der Verschrottung bewahrt.

## Galerie

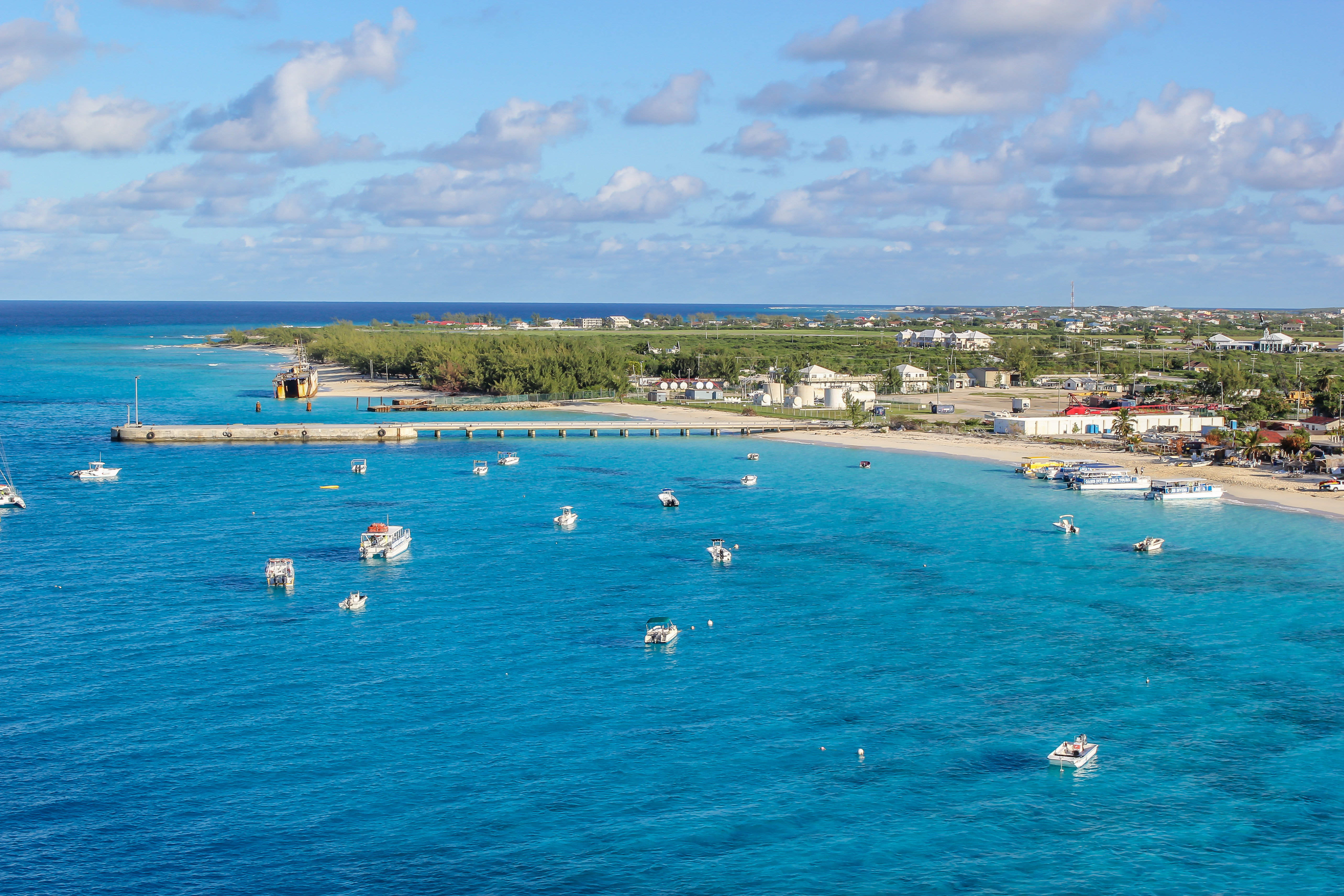
Die Mega One Triton wenige Tage nach der Havarie im Jahr 2012
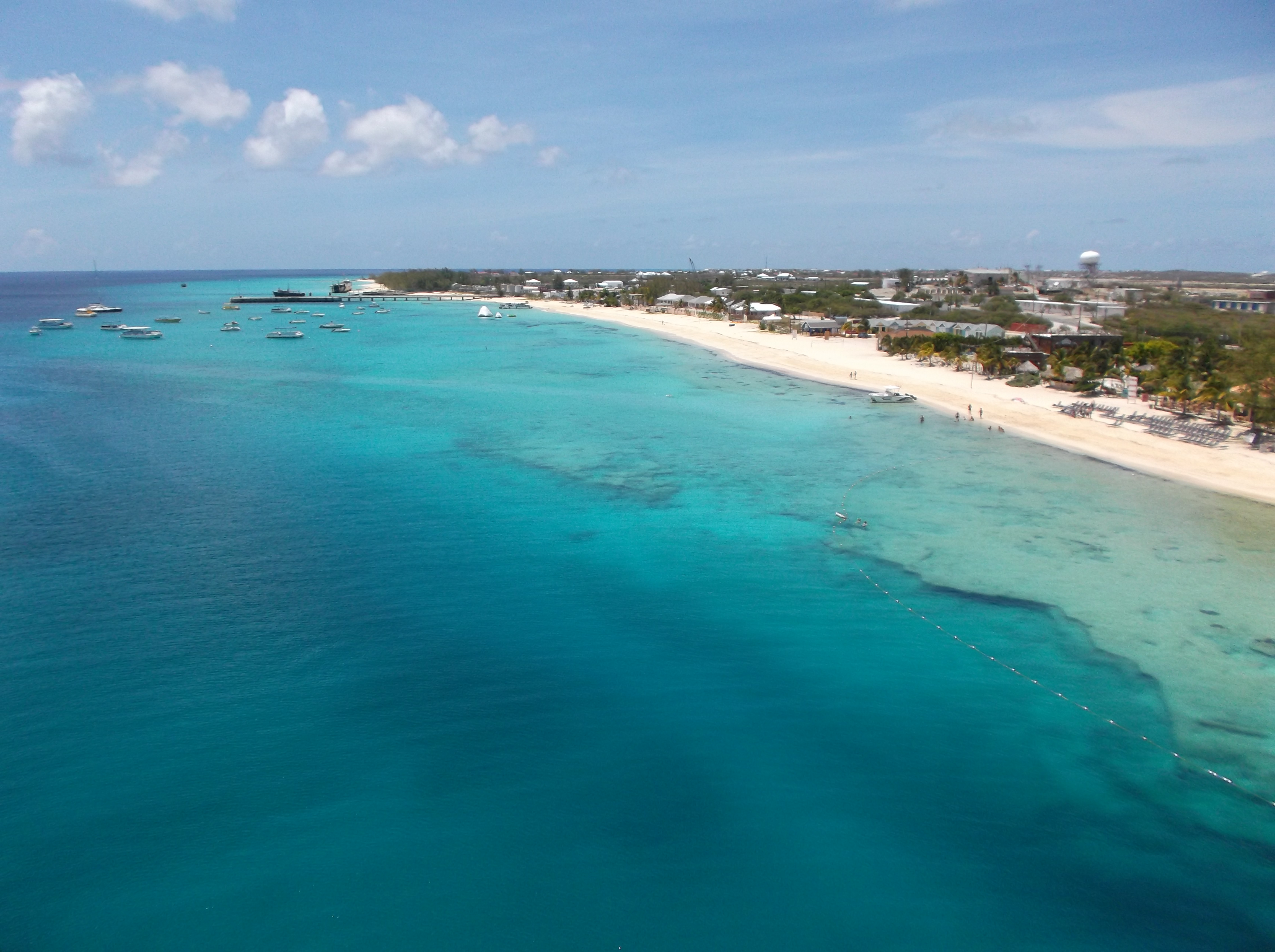
Das Wrack im Hintergrund des Hafens im Jahr 2014
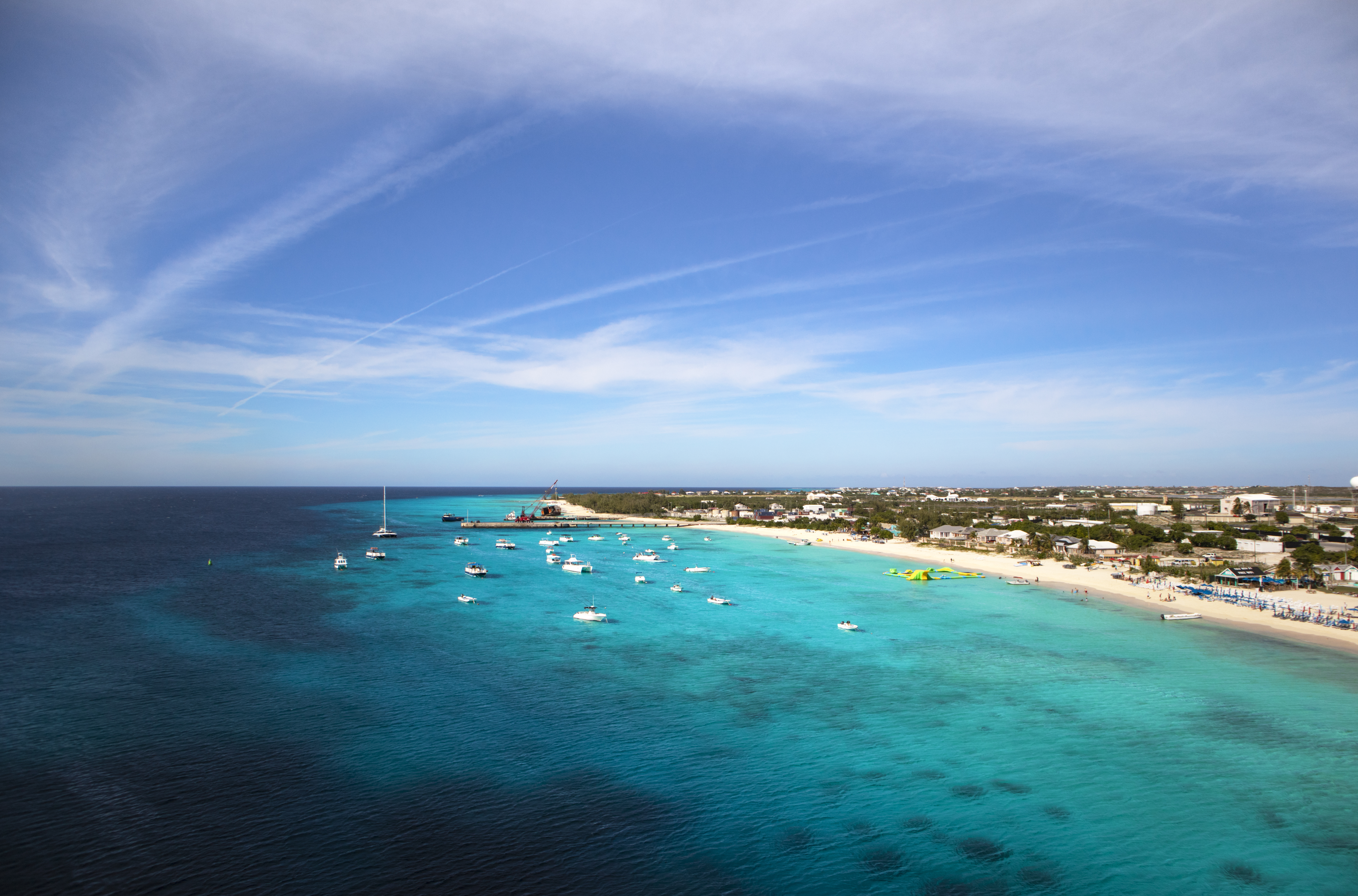
Das verrostete Wrack im Januar 2020, kurz vor dessen Entfernung